# Esaias Tegnér

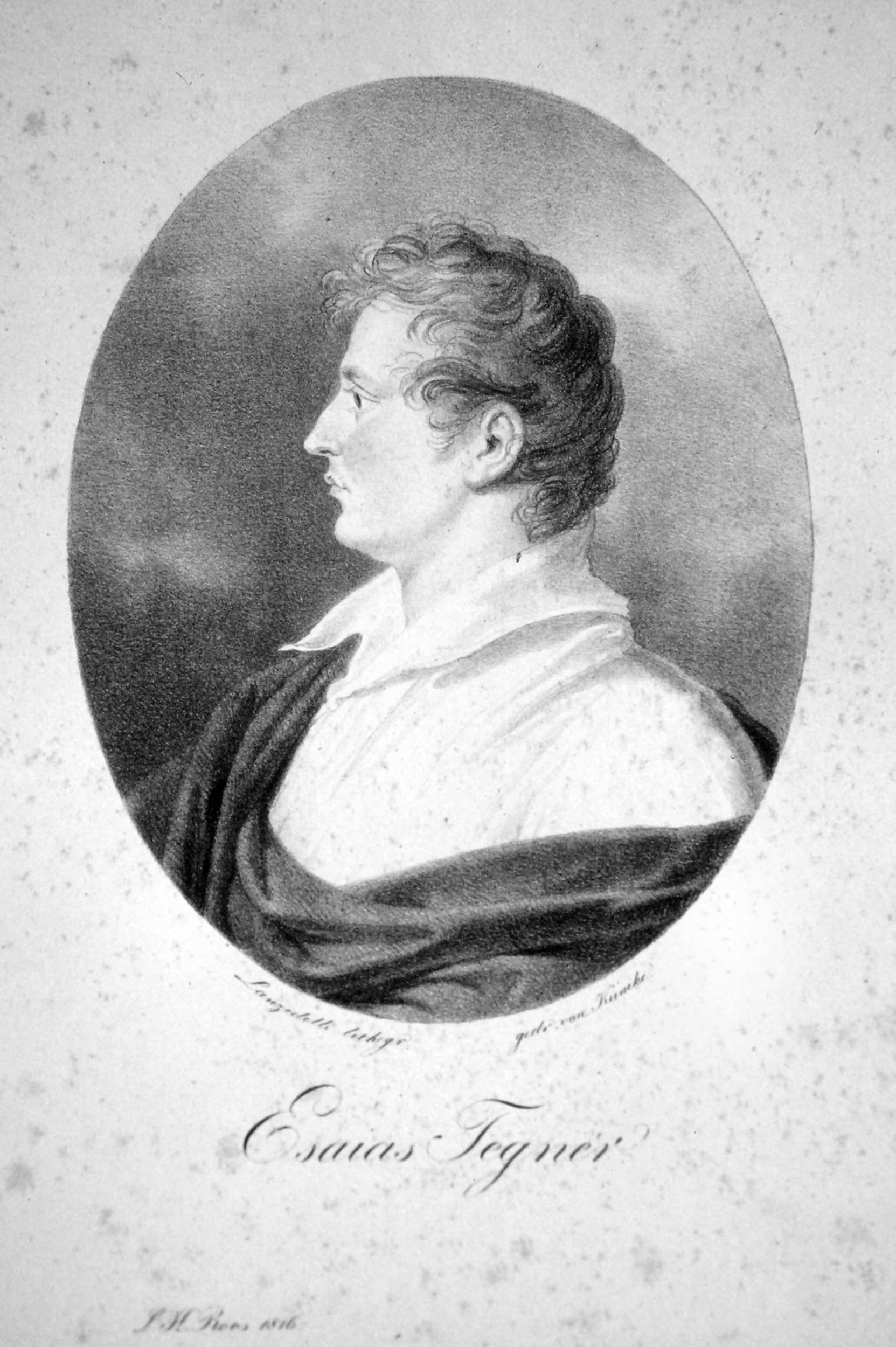
Esaias Tegnér, Lithographie von Josef Lanzedelli d. Ä., um 1820

Statue von Esaias Tegnér in Lund

Esaias Tegnér (* 13. November 1782 in Kyrkerud, Gemeinde Säffle; † 2. November 1846 in Växjö) war ein schwedischer Lyriker und lutherischer Bischof.

## Leben
Esaias Tegnér war der Sohn eines Pastors. Er studierte an der Universität Lund und wurde nach dem Abschluss seines Studiums 1806 Dozent für Ästhetik (Philosophie) an dieser Universität. 1812 erfolgte die Ernennung zum Professor für Gräzistik. 1824 erfolgte die Ernennung zum Bischof im Bistum Växjö. In dieser Zeit von Depressionen geplagt, zog er aber erst zwei Jahre später von Lund in sein Bistum. In dieser Zeit wurde er auch Mitglied des schwedischen Reichstages und vertrat dort eine konservative Position.
Nach einem Schlaganfall 1840 fiel Tegnér in Depressionen, die er aber Ende 1841 überwand, sodass er sein Amt als Bischof weiterführen konnte. Ein weiterer Schlaganfall im Oktober 1846 führte seinen Tod herbei.

## Werk und Bedeutung
Tegnér hatte kaum theologische Interessen, sondern blieb auch als Bischof vor allem als Dichter berühmt. Schon als Jugendlicher hatte er gedichtet und seit 1801 Dichtungen bei der Schwedischen Akademie und der Königlichen Wissenschafts- und Literaturgesellschaft in Göteborg eingereicht, von der er 1802 eine erste Auszeichnung erhielt. Schon die ersten Gedichte und Epen zeigen Einflüsse der deutschen Frühromantik. 1811 erhielt er den großen Preis der Schwedischen Akademie für sein patriotisches Gedicht Svea, das ihm den Ruhm als einer der besten Dichter des Landes einbrachte. Seit 1812 Mitglied im Götiska Förbundet (Gotischer Bund), veröffentlichte er nun viele Gedichte in deren Zeitschrift Iduna. Seine berühmte Rede zum Reformationsjubiläum 1817 war eine Abrechnung mit der Aufklärung und gilt als der Durchbruch der schwedischen Romantik.

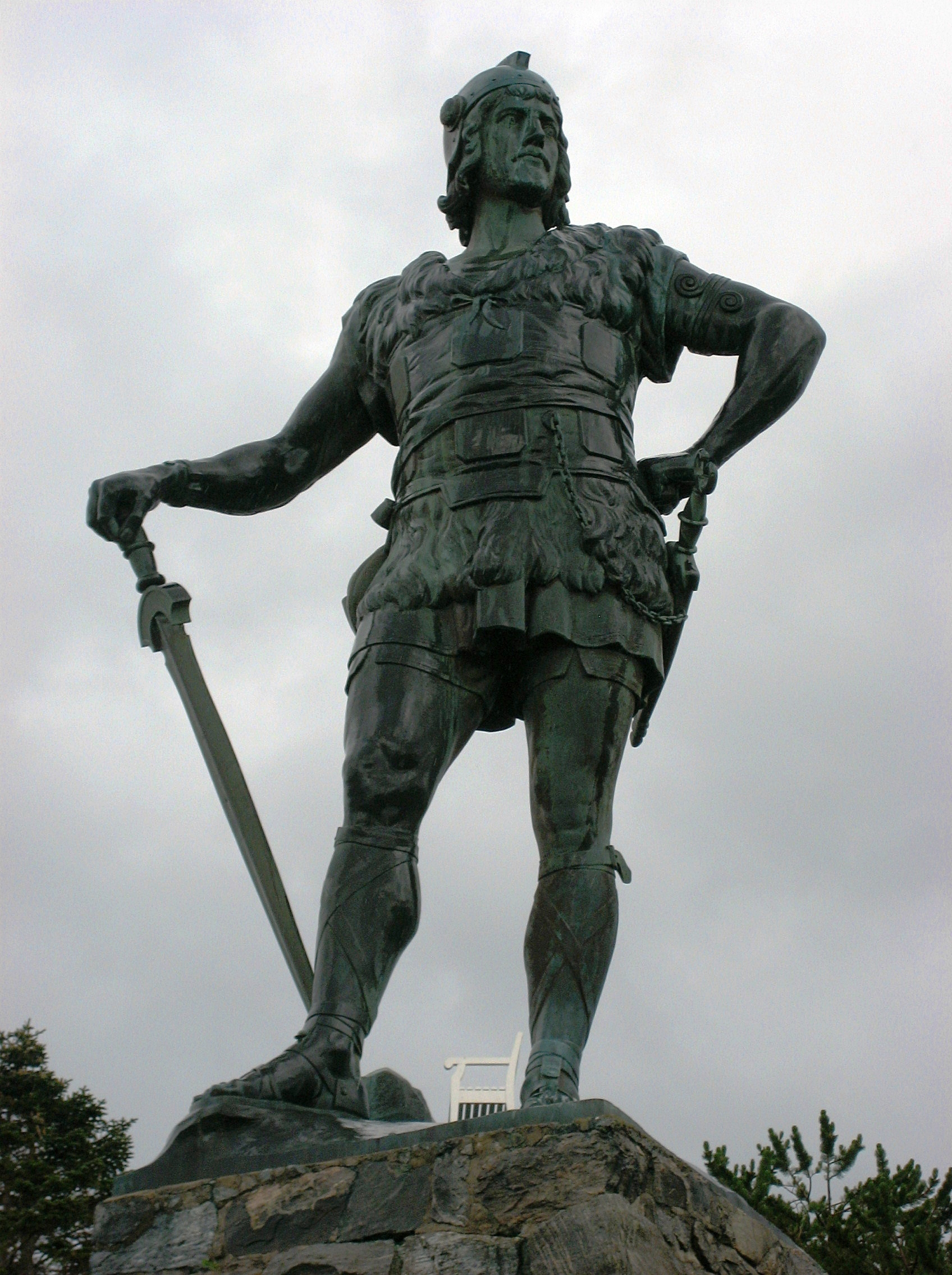
Fridtjovstatue in Vangsnes (1913)

Zu Tegnérs bekanntesten Werken zählt neben den Nattvardsbarnen (1820; deutsch als Die Nachtmahlskinder übersetzt von Olof Berg, 1825) und der Erzählung Axel (1822; übersetzt von Gottlieb Mohnike 1829 und auch von Friedrich Wilhelm Weber) vor allem die Frithiofs saga (1825; mehrfach ins Deutsche übersetzt), bei der er, dem Beispiel Adam Oehlenschlägers folgend, eine Thematik aus den altnordischen Sagenstoffen behandelte. Es hatte im 19. Jahrhundert in Schweden eine Verbreitung wie kaum ein anderes literarisches Werk und wurde in etliche Sprachen übersetzt.

## Ehrungen
Tegnér wurde 1818 Mitglied der Schwedischen Akademie (Stuhl 8). 1835 wurde er als Mitglied in die Königlich Schwedische Akademie der Wissenschaften und 1838 als Ehrenmitglied in die Kungliga Vitterhets Historie och Antikvitets Akademien aufgenommen. Bald nach Antritt des Bischofsamts wurde er mit dem Nordsternorden (Kommandeur) ausgezeichnet.
Zahlreiche Plätze und Straßen tragen Tegnérs Namen, unter anderem die Tegnérgasse in Wien-Favoriten (10. Bezirk) seit 1951 und die Tegnerstraße im Nordischen Viertel von Berlin-Prenzlauer Berg seit 1907. Ein kleiner Park im Zentrum Stockholms heißt Tegnérlunden.

## Tegnér-Gesellschaft
Die 1946 gegründete Tegnér-Gesellschaft (Tegnérsamfundet) widmet sich der Erforschung und Verbreitung von Tegnérs Werk. Sie vergibt seit 1947 den Tegnérpriset als Auszeichnung für literarische Autoren.

## Werke (Auswahl)
- Axel (1822)
- Frithiofs saga (1825)
  - Frithiof: eine Sage nordischer Vorzeit, übersetzt von Ludolf Gottfried Schley, 2 Bände Mitau und Leipzig, Reyher, 1841 (Band 1; Band 2).
  - Frithiofsage. Übersetzt von Julius Minding. Cornelius, Berlin (u. a.) 1842. urn:nbn:de:hbz:061:2-1659, siehe auch Übersetzer Gottlieb Mohnike: Leipzig 1842, online – Internet Archive
- Karl XII (1818)
- Majsång (1812)